# 多田時子
多田 時子（ただ ときこ、1925年10月17日 - 2000年12月2日）は、日本の政治家。公明党衆議院議員（1期）。夫は公明党参議院議員の多田省吾。

## 経歴
東京都出身。1943年目黒日之出高等女学校を3年で修了する。その後、蒙古自治政府に勤務する。帰国後、創価学会本部に務める。1969年の総選挙で東京3区から公明党公認で立候補して当選し、衆議院議員を1期務めた。党内では婦人少年局長や婦人局長を歴任した。次の1972年の総選挙でも立候補したが落選した。以後の立候補はなかった。2000年死去。